# Cá sư tử
Cá sư tử, cá mao tiên hay cá bò cạp là một chi cá biển có nọc độc thuộc họ Cá mù làn (Scorpaenidae). Chúng có các tua dài, thân có nhiều sọc màu đỏ, vàng, da cam, nâu, đen hoặc trắng.

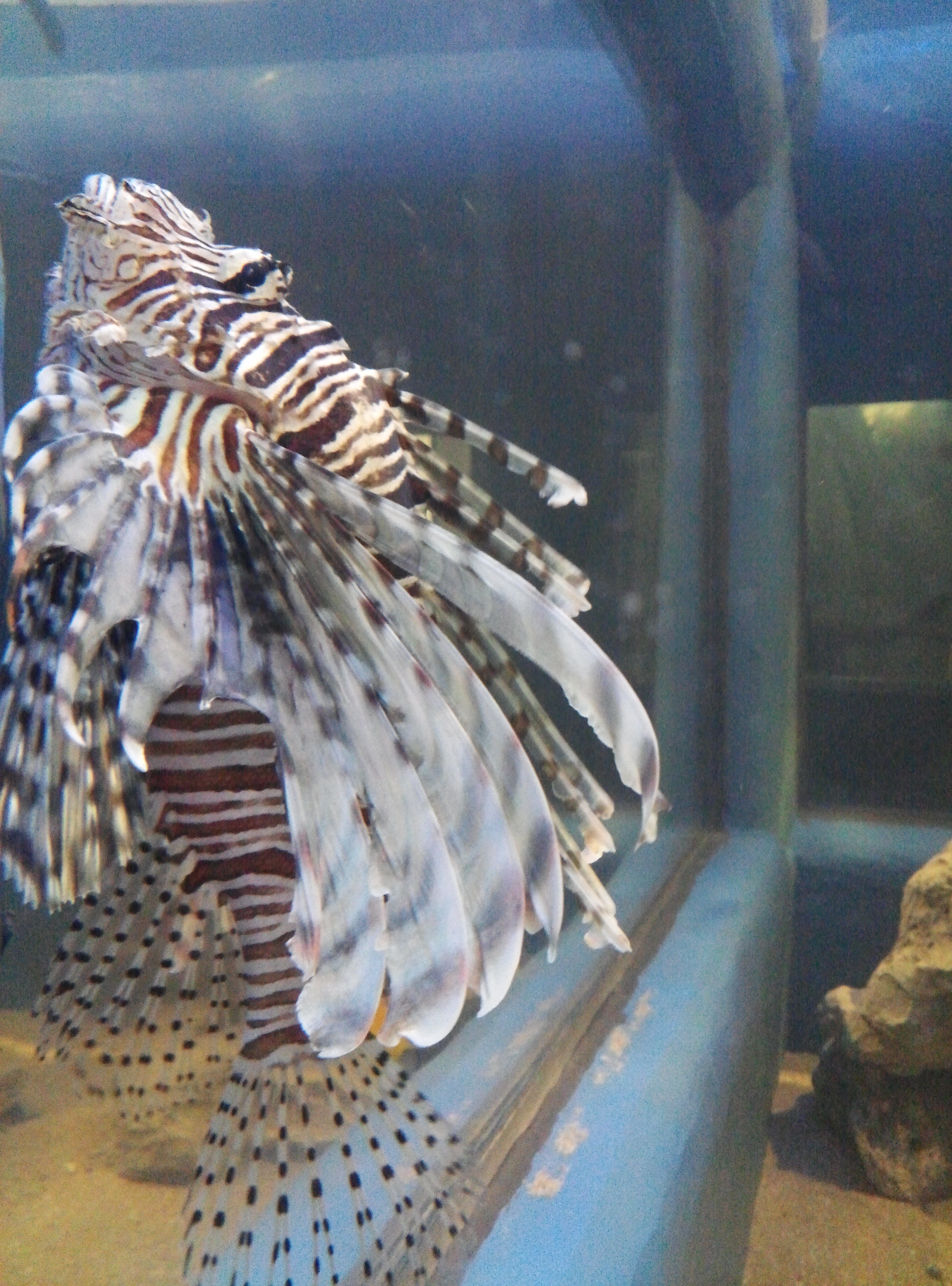
Cá mao tiên tại Công viên Văn hóa Đầm Sen

## Nơi sinh sống
Cá sư tử sống ở vùng biển nhiệt đới thuộc Ấn Độ Dương-Thái Bình Dương nhưng một số loài có thể sống trên khắp thế giới. Do được con người đưa đi, gần đây người ta còn thấy sự hiện diện của cá sư tử ở các vùng san hô ấm của Đông Đại Tây Dương và biển Caribe.

## Các loài
Hiện tại, có 12 loài được công nhận thuộc chi này:
| Hình ảnh | Tên khoa học                                      | Tên thường gọi                                          | Môi trường sống                                                                                                   |
| -------- | ------------------------------------------------- | ------------------------------------------------------- | --- |
|          | Pterois andover (G. R. Allen & Erdmann, 2008)     | Cá sư tử Andover                                        | Indonesia và Papua New Guinea và các phạm vi xa như Sabah, Malaysia và Philippines                                |
|          | Pterois antennata (Bloch, 1787)                   | Cá sư tử vây đốm                                        | Vùng nhiệt đới Ấn Độ và Tây Thái Bình Dương                                                                       |
|          | Pterois brevipectoralis (Mandritsa, 2002)         |                                                         | Tây Ấn Độ Dương                                                                                                   |
|          | Pterois cincta (Rüppell, 1838)                    | Cá sư tử biển đỏ                                        | Jeddah, Ả Rập Xê Út, Biển Đỏ                                                                                      |
|          | Pterois lunulata (Temminck & Schlegel, 1843)      | Cá sư tử Luna                                           | Tây Thái Bình Dương                                                                                               |
|          | Pterois miles (J. W. Bennett, 1828)               | Cá lửa quỷ                                              | Ấn Độ Dương, từ Biển Đỏ, đến Nam Phi và Indonesia                                                                 |
|          | Pterois mombasae (J. L. B. Smith, 1957)           | Cá sư tử châu Phi, cá gà tây vây diềm                   | nhiệt đới Ấn Độ Dương và Tây Thái Bình Dương                                                                      |
|          | Pterois paucispinula (Matsunuma & Motomura, 2014) |                                                         | Ấn Độ đến bắc Australia (Biển Timor); bắc đến nam Nhật Bản; về phía đông đến Quần đảo Wallis và Futuna            |
|          | Pterois radiata (G. Cuvier, 1829)                 | Cá sư tử vây trong suốt                                 | Biển Đỏ đến vịnh Sodwana, Nam Phi và quần đảo Society, phía bắc giáp quần đảo Ryukyu, phía nam giáp New Caledonia |
|          | Pterois russelii (E. T. Bennett, 1831)            | Cá tây đuôi dài, cá mao tiên lính hoặc cá sư tử Russell | Vịnh Ba Tư và Đông Phi đến New Guinea, phía nam đến Tây Úc                                                        |
|          | Pterois sphex (D. S. Jordan & Evermann, 1903)     | Cá tây Hawaii                                           | Hawaii |
|          | Pterois volitans (Linnaeus, 1758)                 | Cá sư tử đỏ                                             | Khu vực Ấn Độ - Thái Bình Dương                                                                                   |

Các nghiên cứu phân tử và dữ liệu hình thái học đã chỉ ra rằng P. lunulata là từ đồng nghĩa cơ bản của P. russelii, và P. volitans có thể là con lai giữa P. miles và P. russelii sensu lato.

## Nhược điểm
Cá sư tử có hại cho con người. Cá mao tiên non có một xúc tu độc đáo nằm trên hốc mắt của chúng, khác nhau về kiểu hình giữa các loài. Sự tiến hóa của xúc tu này được cho là phục vụ để liên tục thu hút con mồi mới; các nghiên cứu cũng cho thấy nó đóng một vai trò trong việc lựa chọn giới tính.

## Hệ sinh thái và hành vi
Các loài Cá sư tử có thể sống từ 5 đến 15 năm và có các hành vi tán tỉnh và giao phối phức tạp. Con cái thường xuyên tiết ra hai cụm trứng chứa đầy chất nhầy, có thể chứa tới 15.000 trứng. Các nghiên cứu về thói quen sinh sản của Cá sư tử đã tăng lên đáng kể trong thập kỷ qua. Tất cả các loài đều bị xua đuổi; chúng có màu sắc dễ thấy với các sọc tương phản đậm và nhiều người hâm mộ hình chiếu gai, khả năng tự vệ của chúng. 

### Con mồi
Theo một nghiên cứu liên quan đến việc mổ xẻ hơn 1.400 dạ dày của cá mao tiên từ vùng biển Bahamian đến Bắc Carolinian, cá sư tử chủ yếu săn mồi với số lượng lớn cá nhỏ, động vật không xương sống và động vật thân mềm, với một số dạ dày của một số mẫu có chứa tới sáu loài săn mồi khác nhau.  Số lượng con mồi trong dạ dày của cá mao tiên trong suốt một ngày cho thấy cá mao tiên kiếm ăn tích cực nhất từ 7: 00-11: 00 sáng và giảm ăn trong suốt buổi chiều. Cá sư tử là những thợ săn lành nghề, sử dụng cơ bàng quang hai bên chuyên biệt để kiểm soát chính xác vị trí trong cột nước, cho phép cá thay đổi trọng tâm để tấn công con mồi tốt hơn.  Sau đó, cá mao tiên giang rộng vây ngực lớn và nuốt chửng con mồi chỉ trong một chuyển động. Chúng thổi những tia nước trong khi tiếp cận con mồi, dường như để làm chúng mất phương hướng.  Ngoài việc làm con mồi bối rối, những tia nước này còn làm thay đổi hướng của con mồi để con cá nhỏ hơn đối mặt với con cá mao tiên. Điều này dẫn đến mức độ hiệu quả săn mồi cao hơn vì việc bắt đầu dễ dàng hơn đối với cá mao tiên.

### Các mối đe dọa và kí sinh trùng
Ngoài những trường hợp cá thể cá mao tiên lớn hơn tham gia ăn thịt các cá thể nhỏ hơn, cá sư tử trưởng thành có rất ít động vật ăn thịt tự nhiên được xác định, có thể là do hiệu quả của các gai độc của chúng. Cá chình moray (họ Muraenidae),  cá bông lau xanh (Fistularia commersonii), và cá mú lớn, chẳng hạn như cá mú hổ (Mycteroperca tigris)  và cá mú Nassau (Epinephelus striatus), đã được quan sát thấy săn mồi trên cá sư tử .  Hiện vẫn chưa biết mức độ phổ biến của những kẻ săn mồi này đối với cá mao tiên. Cá mập cũng được cho là có khả năng săn mồi với cá mao tiên mà không có tác động xấu từ gai của chúng. Các quan chức của Công viên Hải dương Roatan ở Honduras đã cố gắng huấn luyện cá mập ăn cá mao tiên vào năm 2011 để kiểm soát các quần thể xâm lấn ở Caribê. Sâu Bobbit, một loài săn mồi phục kích, đã được quay phim săn mồi cá mao tiên ở Indonesia.  Các động vật ăn thịt của ấu trùng và cá mao tiên non vẫn chưa được biết đến, nhưng có thể được chứng minh là yếu tố hạn chế chính của quần thể cá mao tiên trong phạm vi bản địa của chúng.

### Tương tác với con người
Cá sư tử được biết đến với các tia vây có nọc độc, một đặc điểm không phổ biến ở các loài cá sống ở rạn san hô dọc theo Bờ biển phía Đông Hoa Kỳ và Caribe. Sức mạnh của nọc độc khiến chúng trở thành kẻ săn mồi xuất sắc và nguy hiểm cho ngư dân và thợ lặn. Nọc độc của cá tạo ra hiệu ứng co bóp và chronotropic âm tính khi thử nghiệm trên cả tim ếch và ngao và có tác dụng làm giảm huyết áp của thỏ. Những kết quả này được cho là do sự giải phóng oxit nitric. Ở người, nọc độc cá có thể gây ra các tác động toàn thân như cực kỳ đau đớn, buồn nôn, nôn, sốt, khó thở, co giật, chóng mặt, mẩn đỏ trên vùng bị ảnh hưởng, nhức đầu, tê, dị cảm (kim châm), ợ chua, tiêu chảy và đổ mồ hôi. Hiếm khi những vết đốt như vậy có thể gây tê liệt tạm thời các chi, trụy tim và thậm chí tử vong. Tử vong phổ biến hơn ở trẻ nhỏ, người già, những người có hệ miễn dịch kém hoặc những người bị dị ứng với nọc độc của chúng. Nọc độc của chúng hiếm khi gây tử vong cho người lớn khỏe mạnh, nhưng một số loài có đủ nọc độc để tạo ra sự khó chịu cực độ trong khoảng thời gian vài ngày. Hơn nữa, nọc độc của nó gây nguy hiểm cho những nạn nhân bị dị ứng vì họ có thể bị sốc phản vệ, một tình trạng nghiêm trọng và thường đe dọa tính mạng cần được điều trị y tế khẩn cấp ngay lập tức. Các phản ứng dị ứng nghiêm trọng với nọc độc Pterois bao gồm đau ngực, khó thở dữ dội, giảm huyết áp, sưng lưỡi, đổ mồ hôi, chảy nước mũi hoặc nói lắp. Những phản ứng như vậy có thể gây tử vong nếu không được điều trị.